# La peste
La peste es una novela del escritor argelino-francés Albert Camus (1913-1960). Publicada en el 10 de junio de 1947, cuenta la historia de unos doctores que descubren el sentido de la solidaridad en su labor humanitaria en la ciudad argelina de Orán, mientras esta es azotada por una epidemia de peste. Los personajes del libro, en un amplio abanico que va desde médicos a turistas o fugitivos, contribuyen a mostrar los efectos que una plaga puede tener en una determinada población.
Se piensa que la obra está basada en la epidemia de cólera que sufrió la misma ciudad de Orán durante 1849 tras la colonización francesa, a pesar de estar ambientada en el siglo XX.
La población de Orán había sido diezmada por varias epidemias repetidas veces antes de publicar Camus la novela.
Obra fundamental de la literatura del siglo XX, es considerada un clásico del existencialismo, a pesar del rechazo de Camus a esta etiqueta.

## Filosofía
La novela conlleva una reflexión de tipo filosófico: el sentido de la existencia cuando se carece de Dios y de una moral universal. El narrador hace hincapié en la idea de que, en última instancia, el hombre no tiene control sobre nada, la irracionalidad de la vida es inevitable; así, la peste representa el absurdo, cuya teoría el mismo Camus ayudó a definir.
Esta ausencia de sentido supremo es el "absurdo", y es algo que aunque desconcertante es potencialmente positivo, puesto que las nuevas razones de la existencia serían cualquiera que vaya ligado a valorar la vida humana por sí misma y no por causas superiores a las personas (religiosas, ideológicas, etc.). La novela muestra este sentido de la existencia, libre y ateo, manifestado principalmente en el apoyo mutuo y en la libertad individual, enemistadas estas con la indiferencia y la autoridad. Este tema lo expondría de manera no literaria en El hombre rebelde.

## Modelo literario
El tono narrativo es similar al de Franz Kafka, sobre todo en El proceso, en la que las sentencias potencialmente tienen varios significados, a menudo el material hace resonancia puntual como alegoría cruda sobre la conciencia de los eventos y la condición humana. Camus hace un homenaje oblicuo a El proceso.

## Sinopsis
El narrador se presenta como un testigo de lo ocurrido durante la epidemia de peste que azotó a la ciudad de Orán, siguiendo los pasos de cada uno de los personajes que de una u otra forma estuvieron involucrados en lo que significó la enfermedad para el pueblo. El Doctor Rieux, médico de la ciudad, se sorprende tras la muerte de uno de sus pacientes, consultando a su colega el Dr. Castel. El cuadro clínico además de la aparición paralela de centenares de ratas muertas en las calles de la ciudad alertan a los médicos ante la sospecha de un posible brote de peste bubónica.

## Análisis de la obra
En esta novela Camus aborda un tema que no fue muy recurrente en sus obras anteriores: la solidaridad humana. Orán, ciudad argelina invadida por la peste (la enfermedad, el mal, la muerte, el absurdo del mal), encierra en sus terrenos a hombres que luchan contra ella y que están decididos a acabar con todo aquello que pueda entorpecer y denigrar la vida humana. Ejemplos de ello son el médico Rieux y su compañero Tarrou. Con La peste Camus lanza una de sus máximas fundamentales: "En el hombre hay más cosas dignas de admiración que de desprecio" y niega rotundamente todo aquello, que teniendo un origen terreno o divino, sea capaz de producir sufrimiento al hombre.
Una lectura más profunda lleva a algunos críticos a ver en la novela una crítica a la restricción de las libertades: ante la enfermedad, las autoridades van limitando los movimientos de sus habitantes para protegerlos, tal como dictaduras y gobiernos que prohíben las libertades individuales por el espejismo de un bien superior. A menudo se la lee como un tratamiento metafórico de la resistencia francesa a la ocupación nazi durante la Segunda Guerra Mundial.